# Chumatlán
Chumatlán es una localidad del estado mexicano de Veracruz. Es cabecera del municipio de Chumatlán.

## Demografía
| Censo | Población |
| ----- | --------- |
| 1900  | 649       |
| 1921  | 846       |
| 1930  | 384       |
| 1940  | 1242      |
| 1950  | 1400      |
| 1960  | 1050      |
| 1970  | 1162      |
| 1980  | 1906      |
| 1990  | 1376      |
| 1995  | 1588      |
| 2000  | 1645      |
| 2005  | 1620      |
| 2010  | 1724      |
| 2020  | 1703      |